# Waggaman (Luisiana)
Waggaman es un lugar designado por el censo ubicado en la parroquia de Jefferson en el estado estadounidense de Luisiana. En el Censo de 2010 tenía una población de 10015 habitantes y una densidad poblacional de 588,91 personas por km².

## Geografía
Waggaman se encuentra ubicado en las coordenadas 29°56′16″N 90°13′52″O / 29.93778, -90.23111. Según la Oficina del Censo de los Estados Unidos, Waggaman tiene una superficie total de 17.01 km², de la cual 14.23 km² corresponden a tierra firme y (16.3%) 2.77 km² es agua.

## Demografía
Según el censo de 2010, había 10015 personas residiendo en Waggaman. La densidad de población era de 588,91 hab./km². De los 10015 habitantes, Waggaman estaba compuesto por el 31.29% blancos, el 63.54% eran afroamericanos, el 0.58% eran amerindios, el 0.92% eran asiáticos, el 0.04% eran isleños del Pacífico, el 2.25% eran de otras razas y el 1.38% pertenecían a dos o más razas. Del total de la población el 5.71% eran hispanos o latinos de cualquier raza.

## Educación
Las Escuelas Públicas de la Parroquia de Jefferson gestiona escuelas públicas.